# Norbert Nagy

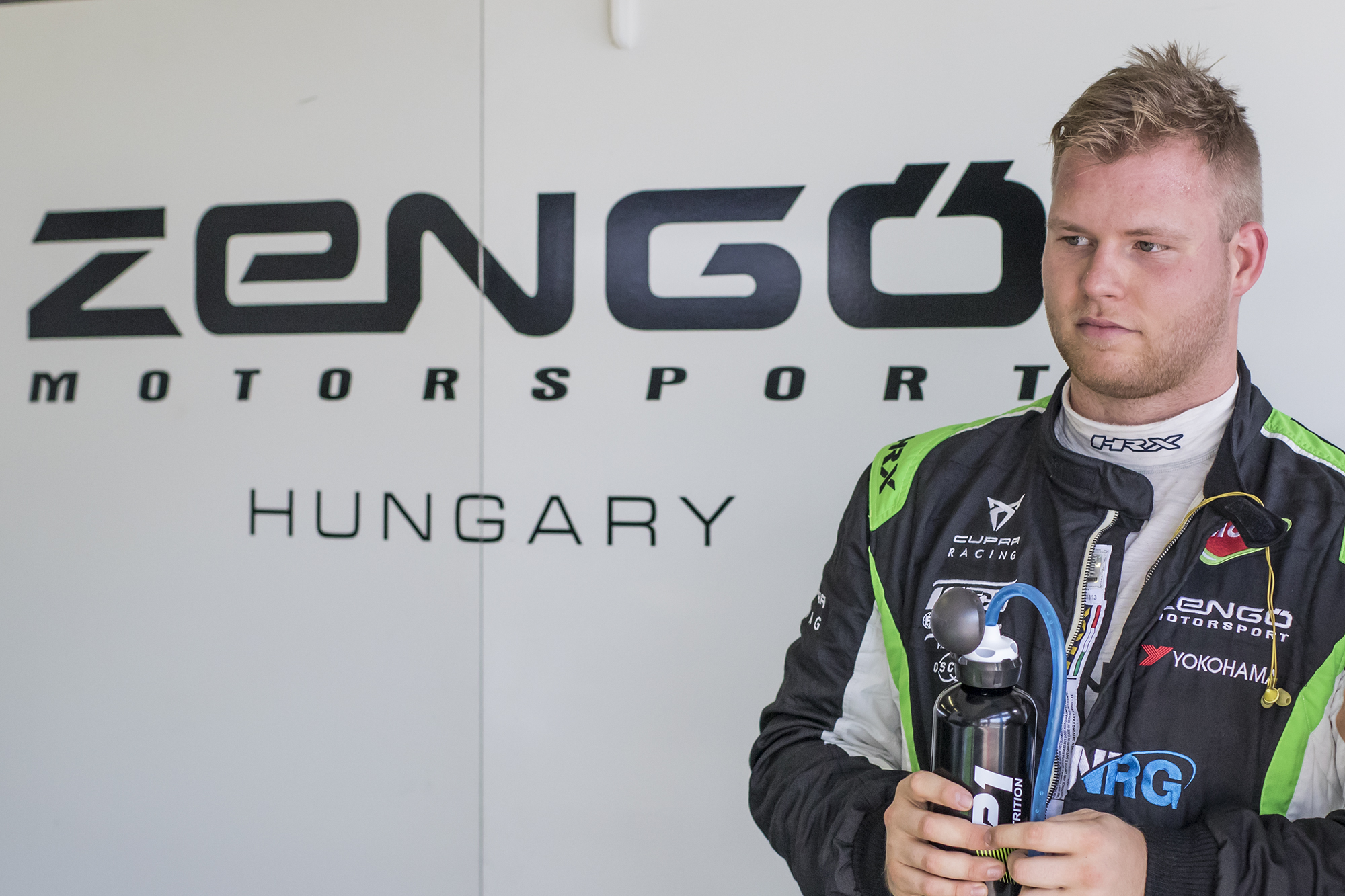
Norbert Nagy

Norbert Nagy (Boedapest, 22 december 1994) is een Hongaars autocoureur.

## Carrière
Tussen 2000 en 2008 was Nagy actief in het karting. In 2009 reed hij geen races, maar in 2010 maakte hij de overstap vanuit het karting naar de touring cars. Hij nam deel aan het Hungarian Touring Car Championship in een Ford Fiesta en wist meteen de F1.6-klasse te winnen. In 2011 stapte hij over naar de Central European Zone Challenge, waarmee hij twee overwinningen boekte in een Alfa Romeo 156. In 2012 reed hij in de Hongaarse Seat Leon Supercup en won het kampioenschap.
In 2013 maakte Nagy de overstap naar de European Touring Car Cup, waarbij hij met een Seat Leon voor het Zengő Junior Team ging rijden in de Single Make Trophy. Hij behaalde twee pole positions op de Slovakiaring en de Salzburgring en met een vierde plaats op de Salzburgring als beste resultaat eindigde hij als zevende in het kampioenschap met 32 punten. In 2014 stapte Nagy binnen de ETCC over naar de S2000 TC2-klasse, waar hij met een Chevrolet Cruze voor het MGS Racing Team uitkwam. Tijdens de tweede race op het Circuit Paul Ricard behaalde hij zijn eerste podiumplaats.
Nagy kon echter in het raceweekend op de Salzburgring niet deelnemen vanwege versnellingsbakproblemen. Het WTCC-team Campos Racing had echter ook technische problemen en het MGS Racing Team besloot hen te helpen. Als dank mocht Nagy in het WTCC-weekend op Spa-Francorchamps deelnemen als gastrijder voor Campos in een Seat Leon. Hij eindigde deze races als twintigste en achttiende.